# Färgsystem
Färgsystem är en systematisk uppordning och beteckning av färger. De kan konstrueras med olika utgångspunkter:
- Perceptuellt baserade system som NCS och Munsellsystemet utgår från färgernas visuella egenskaper.
- System som utgår från hur man åstadkommer färgen i ett visst material eller medium, till exempel RGB-systemet för TV- och datorskärmar och CMYK-systemet för tryckning.
- Kolorimetriska system som utgår från mätning av ljusstålning och dess spektralfördelning, t.ex. CIELAB

## Färgsystem med och utan systematik
De egentliga färgsystemen ger varje färg en beteckning genom koordinater, som anger färgens läge i en färgrymd med (i idealfallet) väldefinierade referenspunkter, till exempel CIELAB med enheterna L*, a*, b*, RGB med enheterna R, G och B, NCS med enheterna svarthet, kulörthet och kulörton.
Utöver detta finns färgprovssamlingar för specifika ändamål, ibland oegentligt kallade system men med färgbeteckningar som inte säger någonting om färgen utan bara är  listnummer. Två exempel är Pantone Matching System (PMS, främst för tryckning) och RAL (främst för industriell målning och lackering).

## Enhetsberoende och enhetsoberoende färgsystem eller färgrymder
De färgsystem i vilken färgvärdena (eller koordinaterna, i fallet med färgrymder) inte motsvaras av en entydigt uppfattad kulör hos en betraktare, benämns enhetsberoende färgsystem. I dessa system betecknar i regel färgvärdena blandningen av systemets primärfärger (som dock inte är entydigt definierade). Ordet enhet syftar i detta sammanhang på den fysiska produkt där färgen reproduceras, till exempel en bildskärm eller en tryckpress.
Exempel på enhetsberoende färgsystem är RGB-systemet där ljuskällorna R, G och Bs renhet avgör vilken den resulterande, uppfattade kulören blir (till exempel RGB-värdet 255, 128, 0 hos en färgenhet ger inte samma uppfattade kulör som hos en annan enhet). Detta gäller även CMY(K)-systemet och Pantone Matching System för tryckpressar och skrivare, där den resulterande, uppfattade kulören påverkas av bl.a. punktförstoring, färgfilmstjocklek och papprets egenskaper (50 % magenta tryckt på ett bestruket papper har inte samma utseende som om man tryckt på ett obestruket papper). I just dessa fall är färgvärdena mer att betrakta som datasignaler än som reella kulörer.
De färgsystem där färgvärdena (koordinaterna) istället motsvarar en entydigt uppfattad kulör, som inte är beroende av en färgenhets kondition, benämns enhetsoberoende färgsystem. Exempel på enhetsoberoende färgsystem är CIELAB och CIEXYZ som utgår ifrån en psykofysisk definition av kulören.
I de fall RGB-systemets primärfärger är standardiserade, så som i ICC-profilen "Adobe RGB (1998)" där RGB-värdena är definierade i CIEXYZ, kan systemet sägas vara enhetsoberoende. Det är detta som i förlängningen gör färgstyrning möjlig.

## Exempel på färgsystem som inte nämns specifikt i artikeln
System som används i datorprogram för att åstadkomma en viss färg
- HSV (även kallat HSB och NMI)
- HSL

Fabrikantknutna system för ytfärger
- 3D-system

System för färg-TV-utsändning
- PAL
- NTSC
- SECAM

## Se vidare
- Färgrymd
- Färgomfång